# Кожевнический Вражек
Коже́внический Вра́жек — улица, расположенная в Южном административном округе города Москвы на территории Даниловского района.

## История
Улица носит своё название с XVIII века. Здесь ногайцы уже с XV века торговали лошадьми и здесь же выделывали их кожи.
Название произошло от оврага («вражка»), по дну которого текла небольшая река Кожевнический вражек, которая впадала в Москву-реку. Длина реки 0,6 км, ныне заключена в коллектор.

## Расположение
Улица находится между Кожевнической улицей, въездом на Новоспасский мост, и Третьим Дербеневским переулком. По пути пересекается с Дербеневской улицей и Вторым Кожевническим переулком.
В начале XX века в состав улицы был включён бывший Первый Успенский переулок, называвшийся по Церкви Успения Пресвятой Богородицы в Кожевниках (построена в 1724—1733 годах, разрушена в 1933 году).
На этой улице расположено пять зданий, среди которых — один жилой дом.

## Транспорт
На Кожевнической улице остановка «Новоспасский мост» автобусов 913, с932; трамваев 38, А. На Третьем Дербеневском переулке находится остановка «Дербеневская улица» автобусов 913, с932.

### Метро
- Павелецкая — в 0,8 км на северо-запад.
- Пролетарская — в 0,9 км на северо-восток.
- Крестьянская Застава — в 1,1 км на северо-восток.
- Павелецкая — в 1,5 км на северо-запад.

### Железнодорожный транспорт
- Москва-Пассажирская-Павелецкая — в 0,8 км на северо-запад.